# Gewog di Tashiding
Il gewog di Tashiding è uno dei quattordici raggruppamenti di villaggi del distretto di Dagana, nella regione Centrale, in Bhutan.